# Chlosyne albimontana
Chlosyne albimontana är en fjärilsart som beskrevs av Andrej Nikolajewitsch Avinoff 1930. Chlosyne albimontana ingår i släktet Chlosyne och familjen praktfjärilar. Inga underarter finns listade i Catalogue of Life.